# 第二回漕丸
第二回漕丸(だいにかいそうまる/だいにくわいさうまる)は日本海軍の運送船。
艦材運搬用風帆船として建造された。

## 艦歴

### 建造
製造は川崎正蔵に請け負わせた。
1879年(明治12年)
7月15日に川崎造船所で起工。
12月9日、200トン積み艦材運漕風帆船の船名を清風丸と命名したが、
12月11日に船名は第二回漕丸と改められた。
1880年(明治13年)1月12日に試運転を行い、
1月16日に竣工した。

### 1880年
本船は海軍省の護送船では無いため、他省附属船と同様に内務省へ免状を申請、
3月に免状が送付された。
同3月に試験航海として沼津まで往復し木材運搬を行った。
6月12日に室蘭から品川港までの資材運搬のために北海道の新燧社が第二回漕丸を借用する契約を結び、第二回漕丸は同月16日に品川を出港、8月7日に帰着した。
8月18日に宮城県の宮城吉右衛門から松材を石浜港から品川まで運搬するために第二回漕丸の借用が申し込まれ、同月22日に品海を出港、9月10日に帰着した。
9月14日に宮城吉右衛門から第二回漕丸の借用が再度申し込まれ、20日に貸与された。
10月2日に品海を出港したが、翌3日夜に台風による暴風が吹き第二回漕丸は前部マストが折れるなどの被害が出て、浦賀沖に一時漂流した。
修理の上、10月下旬に出港して石浜港へ向かい、11月29日品海に帰港した。

### 1881年
1881年(明治14年)
1月19日に四日市にある物資積み込みのために第二回漕丸は東京の風帆船会社へ貸し出された。
2月2日風帆船会社より第一回漕丸と第二回漕丸の貸し出しが請願された。
横須賀造船所としては艦材運搬以外は港に繋留させることになるので2月14日に造船所から貸し出しの許可を求める伺いが出され、3月2日認められた。
5月16日、この日から7年間、第一回漕丸と第二回漕丸の2隻が風帆船会社に貸し出される契約が結ばれ、同日2隻は引き渡された。

### 1883年
風帆船会社が共同運輸会社と合併のために1883年(明治16年)1月からは共同運輸会社へ引き続き貸し出された。
しかし同年3月2日に共同運輸会社社長から採算が合わないために第一回漕丸、第二回漕丸返還の願い出があり、8日に横須賀造船所は2隻を引き取る旨を上申、12日許可された。

### 最期
1886年(明治19年)11月26日、
長浦での天覧の際に水雷発射の標的となり破壊された。
12月23日逓信省へ免状を返還、
1887年(明治20年)
7月22日売却の上申が出され、
8月3日認許された。